# Station Stegna PKS
Station Stegna PKS is een spoorwegstation in de Poolse plaats Stegna. Het station lag aan een smalspoorlijn, die richting Sztutowo (Stutthof) liep. Het passagiersvervoer is in 1996 gestaakt en in 1998 is de lijn gesloten. In 2003 is de smalspoorbaan heropend voor toeristisch verkeer in de zomermaanden.